# 天津市第五中心医院

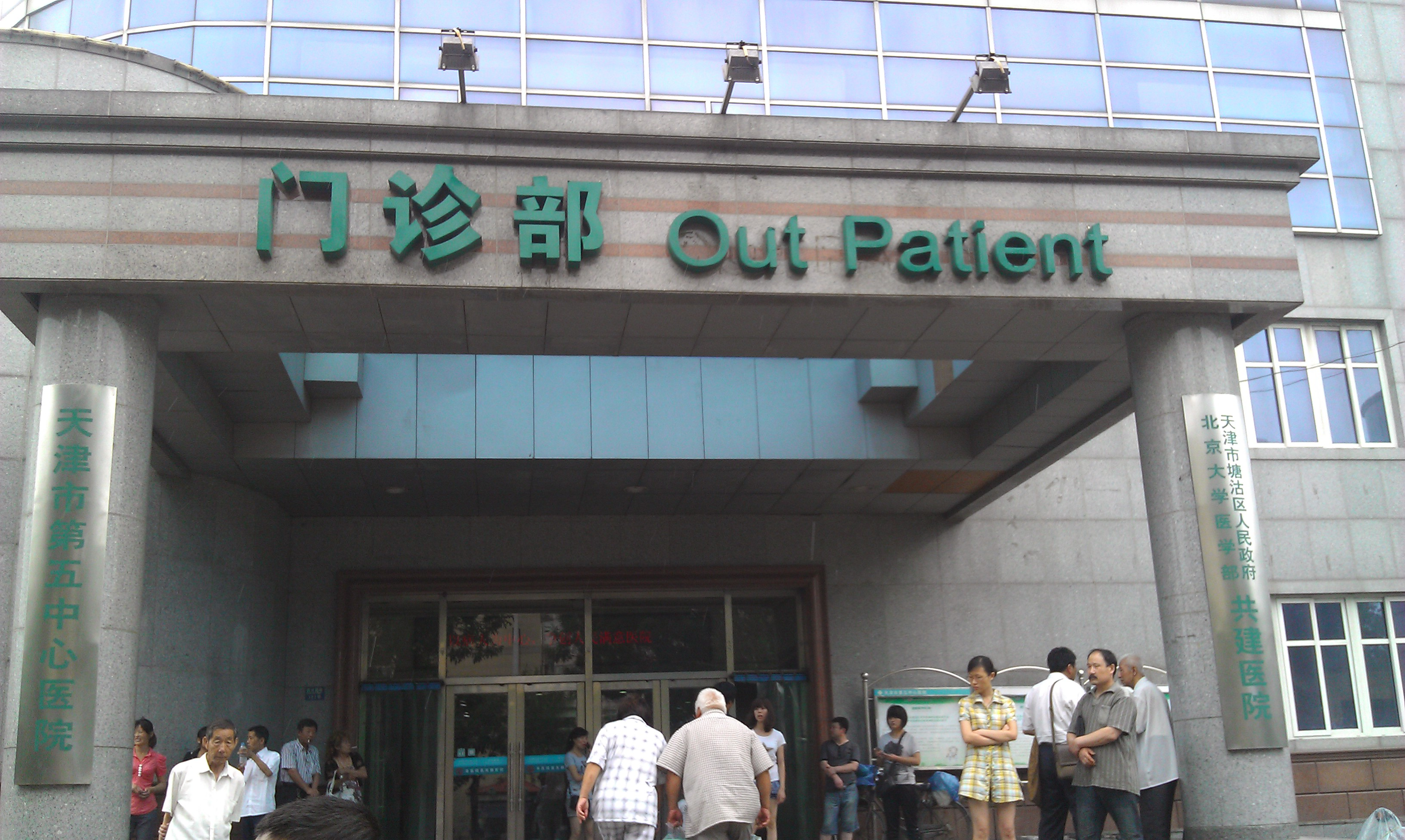
天津市第五中心医院门诊部

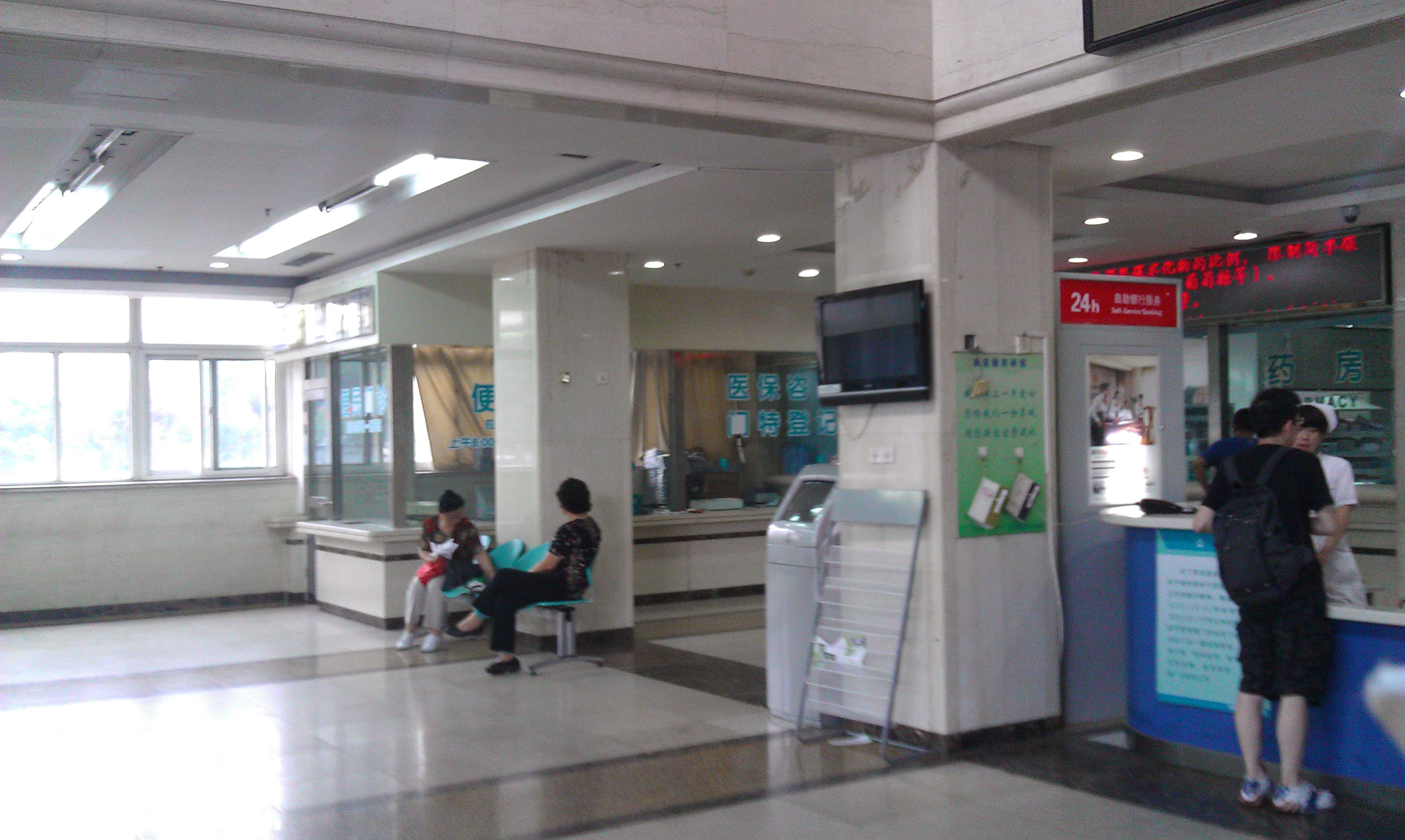
天津市第五中心医院内部

天津市第五中心医院，又称塘沽医院、北京大学滨海医院，为一家三级甲等医院，座落于天津市滨海新区塘沽西半圆路101号，比邻河滨公园。此医院为天津市塘沽区人民政府和北京大学医学部的共建医院，是天津市滨海新区塘沽城区的医疗服务中心，隶属于天津市滨海新区卫生健康委员会。

## 概述
天津市第五中心医院占地6.2万平方米，建筑面积5.26万平方米，设病床560张，始建于1949年。后进行多次改建扩建形成现在规模，从2011年3月开始继续扩建，扩建完成后，床位将达到1000张。此医院为塘沽区人民政府和北京大学医学部的共建医院，其中共建科室有儿内科、骨科、妇产科等，此院医疗设施完备有多名医师荣获国务院特殊津贴。天津市第五中心医院也是天津医科大学的实习基地之一。 天津第五中心医院亦呈进行一些比较难以实现的手术，创下滨海新区第一。

## 义诊和支援医疗队
天津市第五中心医院经常举行义诊活动， 并从2010年7月开始与甘肃省天水市甘谷县医院进行对口支援，派遣医疗队。

## 科室列表
- 肾内科
- 中西医结合科
- 呼吸内科
- 心内科
- 内分泌科
- 普外科
- 胸心外科
- 小儿内科
- 消化普内科
- 眼科
- 皮肤科
- 中医针灸科
- 外宾干保科
- 脑系科
- 肛肠外科
- 泌尿外科
- 小儿外科
- 骨科
- 口腔科
- 妇产科
- 脑系科
- 血液肿瘤科
- 急救中心
- 耳鼻喉咽
- 头颈外科
- 体检中心
- 肝胆外科
- 医学整形科
- 康复理疗科
- 麻醉科
- 血管介入外科
- 放疗科
- 120指挥中心
- 重症医学科
- 预防保健科
- 营养科
- 手术部
- 临床检验科
- 医学影像科
- 药剂科
- 功能检查科
- 病理科
- 输血科
- 门诊手术室
- 内窥镜室
- 注射室
- 门诊输液中心
- 病案室[7]